# بيتر ديكين (لاعب كريكت)
بيتر ديكين (9 ديسمبر 1970 في المملكة المتحدة - ) (بالإنجليزية: Peter Deakin)‏ هو لاعب كريكت بريطاني. لعب مع Dorset County Cricket Club ‏ ونادي جامعة كامبريدج للكريكيت ‏.